# Scaptia guttata
Scaptia guttata är en tvåvingeart som först beskrevs av Donovan 1805.  Scaptia guttata ingår i släktet Scaptia och familjen bromsar. Inga underarter finns listade i Catalogue of Life.